# Wistka Królewska (gromada)
Wistka Królewska (od 1 I 1972 Smólnik) – dawna gromada, czyli najmniejsza jednostka podziału terytorialnego Polskiej Rzeczypospolitej Ludowej w latach 1954–1972.
Gromady, z gromadzkimi radami narodowymi (GRN) jako organami władzy najniższego stopnia na wsi, funkcjonowały od reformy reorganizującej administrację wiejską przeprowadzonej jesienią 1954 do momentu ich zniesienia z dniem 1 stycznia 1973, tym samym wypierając organizację gminną w latach 1954–1972.
Gromadę Wistka Królewska z siedzibą GRN w Wistce Królewskiej utworzono 31 grudnia 1961 w powiecie włocławskim w woj. bydgoskim z obszarów zniesionych gromad Dobiegniewo, Modzerowo i Smólnik w tymże powiecie.
Gromadę zniesiono 1 stycznia 1972 w związku z przeniesieniem siedziby GRN z Wistki Królewskiej do Smólnika i przemianowaniem jednostki na gromada Smólnik.